# Jimmy Page
James Patrick „Jimmy“ Page OBE (* 9. ledna 1944 Heston, Middlesex) je anglický hudebník považovaný za jednoho z nejlepších rockových kytaristů všech dob. V roce 1968 byl zakládajícím členem kapely Led Zeppelin. V letech 1966 až 1968 působil v The Yardbirds a předtím byl jedním z nejvyhledávanějších studiových hudebníků ve Velké Británii. V roce 2005 mu byl udělen Řád britského impéria.
Je považovaný za praotce stylu „heavy metal“, v rockové muzice nejen zvýšením v té době akceptované hladiny zvuku elektrické kytary, ale hlavně osobitými kytarovými riffy, novou metodou nahrávaní rytmických základů a precizní technikou při zpracovaní studiové produkce.
V roce 2012 jej magazín Rolling Stone ve svém žebříčku 100 Greatest Guitarists of All Time označil za nejlepšího kytaristu na světě.
Ve starší verzi žebříčku obsadil až deváté místo.
Byl dvakrát uveden do Rokenrollové síně slávy, a to jako člen skupiny The Yardbirds tak člen Led Zeppelin.

## Začátky

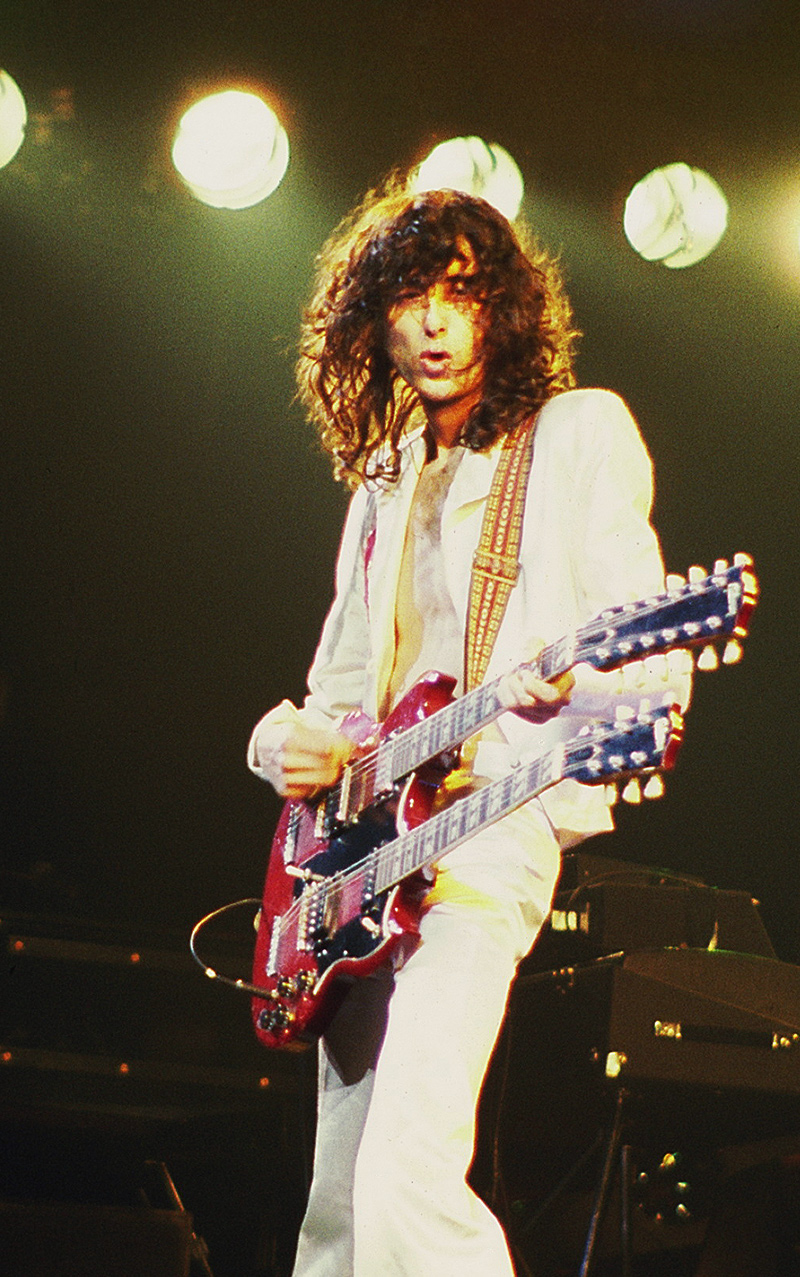
1977

Narodil se v západním předměstím Londýna, Hestonu. Jeho otec pracoval v průmyslu jako personální ředitel, matka byla sekretářka v nemocnici. V roce 1952 se přestěhovali do Miles Road.
Poprvé držel kytaru v ruce, když mu bylo 12 let. I když začal chodit na několik lekcí hry na kytaru v blízkém Kingstonu, byl víc samoukem. Zpočátku byl ovlivněn hudebním stylem nazvaným „rockabilly“ (prvním představitelem tohoto stylu byl Bill Haley). Jeho vzory byli kytaristé Scotty Moore a James Burton, kteří hráli na nahrávkách Elvise Presleyho a Johnny Day, který hrál v The Everly Brothers. Nahrávka „Baby Let’s Play House“ od Elvise patřila mezi jeho nejoblíbenější skladby, které hrával ještě na své první kytaře značky Futurama Grazioso z roku 1959 (což byla kytara české výroby), kterou si v té době koupil „z druhé ruky“. Jimmy měl vzory i mezi akustickými folkovými hudebníky, jako byli například Bert Jansch a John Renbourn, a v bluesové hudbě, jakou hráli Elmore James a B. B. King.
Ve čtrnácti letech se Jimmy Page objevil jako host v programu „All Your Own“ Huwa Wheldona v televizi BBC v skupině, která hrála tehdy v Anglii velmi populární styl nazvaný „skiffle“. Jimmy o tomto období hovořil v jednom z interview pro magazín Guitar Player: „V mých začátcích bylo velmi hudebních stylů, které jsem chtěl zkusit, což pro mně bylo velmi dobrou školou.“
V patnácti Jimmy ukončil školu a pokusil se začít hudbou zabývat profesionálně. Po krátké spolupráci s textařem Roystonem Ellisem a zpěvákem Redem E. Lewisem ho pozval Neil Christian do skupiny The Crusaders. Přibližně dva roky vystupoval a hrál v Christianových nahrávkách včetně singlu z listopadu 1962 „The road to Love“. V průběhu spolupráce s Christianem měl Jimmy vážné zdravotní problémy (prodělal mononukleózu), které mu neumožňovaly kontinuálně se zúčastňovat vystoupení. Když se uzdravil, rozhodl se ukončit svou hudební kariéru a zaměřit se na svou další zálibu, kterou bylo malovaní.

## Příležitostný studiový hráč
Jimmy se zapsal na studium Sutton Art College v Surrey. Jako student si rád občas zaimprovizoval na kytaře na vystoupeních v klubu Marquee se skupinami Cyril Davis All Stars nebo Blues Incorporated a s kytaristy Jeffem Beckem a Ericem Claptonem.
Jednou v noci ho John Gibb ze skupiny The Silhuettes požádal o spolupráci při nahrávaní několika skladeb ve studiu EMI. Jednou z jeho prvních studiových nahrávek byla skladba „Diamonds“ s Jetem Harrisem a Tonym Meehanem, která se na začátku roku 1963 dostala na první příčku žebříčku singlů v Británii.
Po několika nahrávkách se skupinami Carter-Lewis and the Southeners, Mike Hurt’s Group a Mickey Fin and the Blue Men se Jimmy rozhodl naplno věnovat práci studiového hudebníka. Jako studiový kytarista měl přezdívku „Little Jim“ (Malý Jim).
Malý Jim hrál ve studiových nahrávkách mnohých skupin, například i s The Rolling Stones, Van Morrisonem, hrál na debutovém albu skupiny The Kinks (i když zlí jazykové hovoří, že na tomto albu nezahrál žádné sólo), byl i na nahrávaní prvního singlu skupiny The Who „I Can’t Explain“ (jeho kytarové party se však do finální nahrávky nedostaly), hrál i na „B“ straně tohoto singlu ve skladbě „Bald Headed Woman“.
V roce 1965 Jimmyho najal manažer skupiny The Rolling Stones Andrew Loog Oldham k spolupráci na projektu „Immediate Records“, ve kterém dostal příležitost zahrát si a produkovat hudbu i s Johnem Mayallem a Ericem Claptonem. Jimmy hrál na kytaru i na debutovém albu Joea Cockera With a Little Help From My Friends.
I když Jimmy nahrával s mnohými slavnými hudebníky své doby, mnohé z nich jsou dostupné jen na pirátských kopiích. Několik z nich vydali členové fanklubu skupiny Led Zeppelin na konci 70. let. Jednou z rarit je i improvizace skladby „Little Queen of Spades“ od pozdější bluesové legendy Roberta Johnsona, kterou hrál s kytaristou skupiny The Rolling Stones Keithem Richardsem.

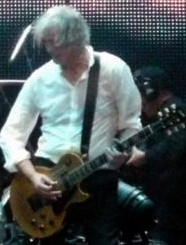
2007

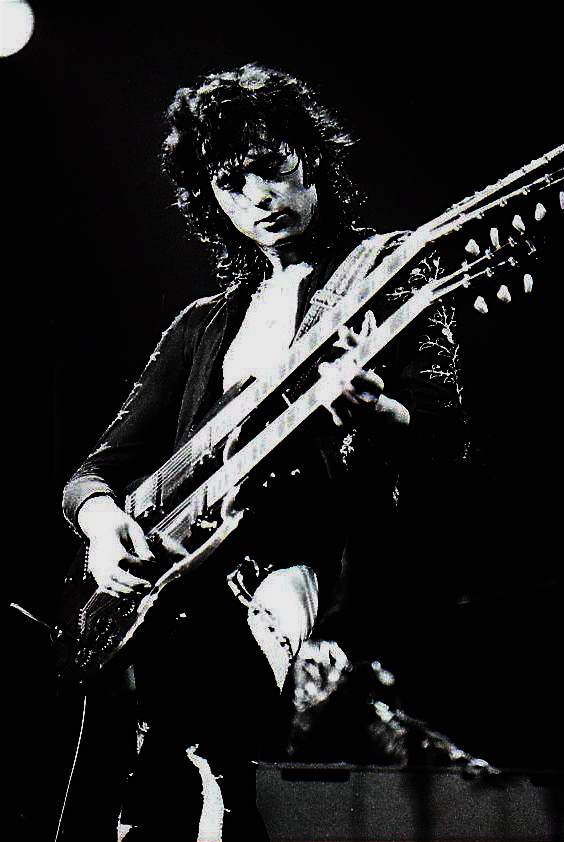
Jimmy Page s dvoukrkým Gibsonem

V roce 1965 nahrál své první sólo, během kterého i zpíval. Předpokládá se, že v letech 1963 až 1966 se Jimmy podílel na nahrávaní 60 % rockové hudby v Anglii. Dne 20. března 1965 přišel požadavek nahradit Erica Claptona ve skupině Yardbirds, ale to odmítl a navrhl kamaráda Jeffa Becka. Dne 16. března 1966 Jimmy nahrál s Jeffem píseň ´Beck’s Bolero´. Po této zkušenosti chtěli založit skupinu, avšak kvůli smluvním problémům a nedostatku zpěváků tento projekt pod názvem ´Lead Zeppelin´ padl.
O několik týdnů později dostal nabídku, aby se připojil ke skupině Yardbirds. Nahradil baskytaristu a později se kytarista Chris Dreja přesunul na post baskytaristy a Jimmy se mohl připojit na post kytary k Jeffovi Beckovi. V roce 1968 odešli dva členové skupiny (Keith Relf a Jim McCarty) pro neshody a kvůli nízkému komerčnímu úspěchu. Jimmy se rozhodl pokračovat ve skupině dál a po jejich prvním turné skupinu The New Yardbirds přejmenoval na Led Zeppelin. Jimmyho předešlé zkušenosti byly rozhodující pro úspěch skupiny v 70. letech.
Jimmy byl producent, skladatel a kytarista skupiny, a také jeden z vedoucích sil rockové hudby v tomto období. Používáním fuzz pedálu, bottle-neck slide techniky, steel kytary, akustické kytary a jeho techniky nahrávání se skupina Led Zeppelin stala vzorem pro budoucí rockové kapely. Jimmy taktéž používal svůj vlastní styl hraní a experimentoval s Feedback metodou a s nástrojem Theremin.
Když skupina Led Zeppelin v roce 1980 ukončila po smrti bubeníka Johna Bonhama činnost, Jimmy chtěl založit skupinu s členy ex-Yes pod názvem XYZ, ale tento pokus neměl velký význam. V roce 1982 nahrál soundtrack k filmu Death Wish II. Úspěšný návrat na pódium Jimmy zaznamenal v roce 1983 na koncertech s Arms Charity. Potom nahrál album s Royem Harperem a v roce 1984 nahrával s Robertem Plantem. Následovala spolupráce s The Firm, s Paulem Rodgersem, s The Rolling Stones i se Stephenem Stillsem.
V letech 1995 až 1998 koncertoval s Robertem Plantem. V televizi MTV vyrobili speciální ukázku jejich alba „No Quarter“, což bylo shrnutí znaků stylu písní Led Zeppelin.
Jimmy je jediným členem Led Zeppelin, který nechává stále otevřenou možnost návratu skupiny. V současnosti se zúčastňuje různých charitativních koncertů a spolupracuje s charitou ABC Trust, kterou založila jeho manželka Jimena Gomez-Paratcha v roce 1998. Jeho dcera, Scarlet Pageová je uznávaná fotografka.

## Ikona Jimmy
Kytarový historik Robert Lynch popisuje Jimmyho takto:
"V relativně krátké historii elektrické kytary v rockové hudbě existuje jen málo těch, které bychom mohli označit za její 'ikony'. Pan Page je jednou z nich. Jeho výjimečný styl, jeho kompoziční zručnost, jeho invenčnost, mistrovství v studiové tvorbě a jeho koncertní předvedení byly místa, kde exceloval jako nikdo a zastiňoval mnoho dalších, kteří se ho pokoušeli následovat."

## Diskografie
Toto je nekompletní seznam.

### Singly
- Jimmy Page: „She Just Satisfies“ / „Keep Moving“ (1965)
- Jeff Beck: „Beck's Bolero“ / Hi Ho Silver Lining
- Al Stewart: „The Elf“ / „Turn into Earth“ (1966)
- Mike Heron: „Call Me Diamond“ / „Lady Wonder“ (1971)

### Alba
- John Williams: The Maureeny Wishful Album (1965)
- Chris Farlowe: 14 Things to Think About (1966)
- Herbie Hancock: Blow Up (The Original Soundtrack Album) (1966)
- Jeff Beck (The Jeff Beck Group): Truth (1968)
- Cartoone: Cartoone (1969)
- P.J. Proby: Three Week Hero (1969)
- Family Dogg: A Way of Life (1969)
- Al Stewart: Love Chronicles (1969)
- Screaming Lord Sutch: Lord Sutch and his Heavy Friends (1970)
- Roy Harper: Stormcock (1971)
- Sonny Boy Williamson II: Don't Send Me No Flowers (nebo také Special Early Works) (1972)
- Roy Harper: Lifemask (1973)
- Maggie Bell: Suicide Sal (1975)
- Stephen Stills: Right By You (1984)
- The Honeydrippers: Volume One (1984)
- John Paul Jones: Scream for Help (1985)
- Roy Harper & Jimmy Page : Whatever Happened to Jugula? (1985)
- Willie and the Poor Boys: Willie and the Poor Boys (1985)
- Coverdale and Page: Coverdale/Page (1993)
- Page and Plant: Walking into Clarksdale (1998)
- Jerry Lee Lewis: Last Man Standing (2006)

s The Yardbirds
- Little Games (1967)
- Live Yardbirds: Featuring Jimmy Page (1971)

s Led Zeppelin
- Jimmy Page se podílel na všech albech této skupiny

s The Firm
- The Firm (1985)
- Mean Business (1986)

Sólová alba
- Death Wish II (soundtrack) (1982)
- Outrider (1988)

Podíl na kompilacích (různí umělci / various artists)
- The Inner Flame - A Rainer Ptacek Tribute (1997)
- Godzilla: The album (soundtrack) (1998)
- The Jimmy Rogers All-Stars: Blues Blues Blues (1999)
- Good Rockin' Tonight: The Legacy of Sun Records (2001)

## Kytary a zesilovače
Elektrické kytary
- 1958 Fender Telecaster
- 1959 Gibson Les Paul Standard (No. 1)
- 1958 Gibson Les Paul Standard (No. 2)
- Danelectro 3021
- Vox 12-String
- Gibson „Black Beauty“ Les Paul Custom – ukradena v roce 1970
- Rickenbacker 12 String
- Gibson EDS-1275
- 1973 Gibson Les Paul Standard
- 1964 Lake Placid Blue Fender Stratocaster
- 1966 Cream Fender Stratocaster
- 1959 Fender Telecaster
- Fender 12-String
- Gibson RD Artist

Zesilovače
- Marshall JMP
- Supro
- Sundragon amps
Akustické kytary
- Gibson J-200
- Martin D28 Acoustic
- Gibson Everly Brothers Acoustic
- Giannini 12-String Acoustic
- Harmony Acoustic
- Washburn 12 String Acoustic
- Ovation 1994 Double Neck Acoustic
- Andy Manson custom Triple Neck Mandolin, 12 string & 6 string acoustic

Ostatní nástroje
- Mandolína Gibson
- Fender 10-String 800
- Sitár
- Houslový smyčec
- Theremin